# José de Souza Alencar
José de Souza Alencar, ou simplesmente Alex (Água Branca, 1926 - Recife, 24 de janeiro de 2015
) foi um escritor e jornalista brasileiro.

## Biografia
Ainda na infância surgiu sua paixão pelo cinema.
Minha vida é como Cinema paradiso. Quando eu era criança, em Alagoas, tinha um vizinho operador (de projetor) que me levava para o cinema todo dia, na sessão das seis. De modo que, aos 9 anos, eu já era íntimo de Greta Garbo.
Alex
Mudou-se para o Recife, Pernambuco, em 1948, onde fixou residência definitiva. 
Iniciou sua carreira ainda jovem e, em 60 anos de profissião, atuou como redator, crítico de cinema, cronista e colunista. Assinou uma das mais prestigiadas colunas sociais do estado de Pernambuco, no Jornal do Commercio.
Em suas crônicas de crítica cinematográfica, utilizava o pseudônimo Ralph.
Foi, também, assistente de direção do cineasta Alberto Cavalcanti.
Foi membro da Academia Pernambucana de Letras, onde ocupou a cadeira de número 10, para a qual foi eleito em 2 de julho de 1970, sucedendo ao acadêmico Cleofas Nilo de Oliveira.